# Odette Myrtil
Odette Myrtil (* 28. Juni 1898 in Paris als Odette Laure Clotilde Quignarde; † 18. November 1978 in Doylestown, Pennsylvania) war eine französisch-US-amerikanische Schauspielerin, Sängerin und Kostümbildnerin.

## Leben und Wirken
Odette Myrtil wurde als Tochter zweier Bühnenschauspieler geboren und entwickelte sich früh zu einer sehr guten Violinistin und Sängerin. Sie stand bereits im frühen Jugendalter auf den Pariser Vaudeville-Bühnen. Im Jahr 1915 kam sie, gerade 16 Jahre alt, als eines der „Ziegfeld Girls“ der legendären Ziegfeld Follies in die Vereinigten Staaten. Myrtil trat in vielen großen europäischen Städten auf und feierte unter anderem mit der Reveu The Bing Boys Are Here einen großen Erfolg am Londoner West End. Von Mitte der 1920er- bis Mitte der 1930er-Jahre war sie häufig am Broadway tätig.
Odette Myrtil war zwischen 1923 und 1971 in rund 30 amerikanischen Filmen zu sehen, wobei sie meist Charaktere französischer Herkunft oder auch mehrfach Modeverkäuferinnen in Nebenrollen spielte. Nach einem Auftritt als Pariser Gesellschaftsdame in der Sinclair-Lewis-Literaturverfilmung Zeit der Liebe, Zeit des Abschieds von William Wyler im Jahr 1936 folgten vor allem bis Mitte der 1950er-Jahre viele weitere Hollywood-Rollen, so in dem oscarprämierten Drama Fräulein Kitty (1940) an der Seite von Ginger Rogers, in dem Musicalfilm Yankee Doodle Dandy (1942) mit James Cagney und in dem John-Wayne-Western In letzter Sekunde (1949). 1954 stellte sie in der Rolle einer Sängerin in dem Film Damals in Paris das titelgebende Lied The Last Time I Saw Paris vor. Daneben betätigte sie sich bei insgesamt neun Hollywood-Filmen zwischen 1944 und 1950 auch als Kostümbildnerin, sie entwarf etwa speziell Filmkostüme für Schauspielerinnen wie Dorothy Lamour und Kay Francis.
Mitte der 1950er-Jahre zog Myrtil in die Kleinstadt New Hope in Pennsylvania, wo sie bis zu ihrem Ruhestand 1976 die Leiterin zweier Restaurants war. Ab 1961 war ihr Restaurant Chez Odette ein beliebter Anlaufspunkt und auch nachdem sie es 1976 verkaufte, wurde es noch bis Ende der 2000er-Jahre von anderen Personen weiter betrieben. Sie starb im November 1978 im Alter von 80 Jahren.

## Filmografie

### Schauspielerin
- 1923: Squibs M.P.
- 1936: Zeit der Liebe, Zeit des Abschieds (Dodsworth)
- 1937: The Girl from Scotland Yard
- 1938: The Toy Wife
- 1938: Suez
- 1940: Fräulein Kitty (Kitty Foyle)
- 1941: Ufer im Nebel (Out of the Fog)
- 1941: Die Frau mit den zwei Gesichtern (Two-Faced Woman)
- 1942: Yankee Doodle Dandy
- 1942: The Pied Piper
- 1942: I Married an Angel
- 1942: Atemlos nach Florida (The Palm Beach Story)
- 1942: Reunion in France
- 1943: Auf ewig und drei Tage (Forever and a Day)
- 1943: Nacht der tausend Sterne (Thousands Cheer)
- 1943: My Kingdom for a Cook
- 1944: Auf Ehrenwort (Uncertain Glory)
- 1944: Dark Waters
- 1945: The Great John L.
- 1945: Rhapsodie in Blau (Rhapsody in Blue)
- 1945: Naughty Nanette (Kurzfilm)
- 1946: Devotion
- 1946: A Tale of Two Cafes (Kurzfilm)
- 1949: In letzter Sekunde (The Fighting Kentuckian)
- 1951: Der Fremde im Zug (Strangers on a Train)
- 1951: Hochzeitsparade (Here Comes the Groom)
- 1952: Lady Possessed
- 1952: CBS Television Workshop (Fernsehserie, 1 Folge)
- 1953: Studio One (Fernsehserie, 1 Folge)
- 1954: Damals in Paris (The Last Time I Saw Paris)
- 1971: Hot Pants Holiday

### Kostümbildnerin
- 1944: Tomorrow, the World!
- 1945: Allotment Wives
- 1945: Hilfe, ich bin Millionär (Brewster’s Millions)
- 1945: Divorce
- 1945: Getting Gertie’s Garter
- 1946: People Are Funny
- 1949: The Lucky Stiff
- 1949: Vom FBI gejagt (Manhandled)
- 1950: Der Henker saß am Tisch (711 Ocean Drive)